# 山本美智子 (薬学者)
山本 美智子（やまもと みちこ）は、日本の厚生官僚、薬学者（医薬品情報学）。学位は博士（医学）（東京医科歯科大学）。昭和薬科大学薬学部教授。
鈴鹿医療科学大学薬学部教授などを歴任した。

## 来歴

### 生い立ち
熊本大学に進学し、薬学部にて薬学を学ぶ。1975年に熊本大学を卒業した。その後、西ドイツに渡り、1979年から1981年にかけてアルベルト・ルートヴィヒ大学フライブルクの言語学部にて学んだ。後年、東京医科歯科大学より博士号を取得している。

### 研究者として
西ドイツから帰国後は、1982年から1991年まで京都予防医学センターに勤務し、薬剤部に所属していた。1991年、厚生省の施設等機関である国立衛生試験所に転じ、化学物質情報部にて勤務した。その後、国立衛生試験所が国立医薬品食品衛生研究所に改組されてからも、引き続き勤務した。2003年、化学物質情報部より安全情報部に移った。厚生労働省の所管する独立行政法人である医薬品医療機器総合機構に転じることになり、2007年から2011年まで安全第一部に勤務した。2011年より鈴鹿医療科学大学にて教鞭を執ることになり、薬学部の教授に就任した。その後は昭和薬科大学に転じ、同様に薬学部の教授に就任した。同大学では、医療薬学教育研究センターにて薬剤師実務教育を講じている。そのほか、熊本大学薬学部の臨床教授、医薬品医療機器総合機構の専門委員、三重大学医学部附属病院臨床開発センターの顧問、東京医療保健大学大学院の講師などを、それぞれ非常勤で兼務している。

## 研究
専門は薬学であり、特に医薬品情報学などの分野を研究している。情報の収集・伝達・活用を通じて、医薬品の問題解決を図ることを目指している。具体的には、国立医薬品食品衛生研究所の安全情報部、医薬品医療機器総合機構の安全第一部での経験を踏まえ、医薬品の安全性の評価をはじめ、情報リテラシの向上、リスクコミュニケーションの推進などを研究している。
日本の薬学界において、医薬品の副作用情報を患者が直接報告できる制度の導入を訴え、活動してきたひとりである。同様に副作用の患者直接報告制度の導入を主張してきた帝京大学名誉教授の遠藤浩良は、山本の活動ぶりについて「今やこの方面では八面六臂の大活躍」と評している。また、日本の薬学界ではアカデミック・ディテーリングの第一人者とされており、たとえば『医薬ジャーナル』においては「Academic Detailingを日本に紹介した草分けである」と評されている。アメリカ合衆国やオーストラリアなどのアカデミック・ディテーリング先進国の事例を紹介しつつ、アカデミック・ディテーリングを導入することで「より適切で費用対効果を考慮した薬物療法を推進する」ことができると提唱している。具体的には、根拠に基づく医療の考え方を踏まえ、費用対効果を考慮した情報を提供することで、医療者の意思決定を支援するとしている。
これらの業績に対しては、2007年に日本薬物動態学会からDMPKベストサイテーション論文賞が授与されている。

## 略歴
- 1975年 - 熊本大学薬学部卒業。
- 1982年 - 京都予防医学センター薬剤部所属。
- 1991年 - 国立衛生試験所化学物質情報部所属。
- 1997年 - 国立医薬品食品衛生研究所化学物質情報部所属。
- 2003年 - 国立医薬品食品衛生研究所安全情報部所属。
- 2007年 - 医薬品医療機器総合機構安全第一部所属。
- 2011年 - 鈴鹿医療科学大学薬学部教授。

## 賞歴
- 2007年 - DMPKベストサイテーション論文賞。

## 著作

### 共著
- 折井孝男編『これからの薬剤情報――あつめ方、よみ方、つたえ方』新版、中山書店、2005年。ISBN 4521602312
- 折井孝男編『医薬品情報学――基礎・評価・応用』南山堂、2005年。ISBN 4525781610
- 折井孝男監修『薬剤師の臨床業務における情報活用法』改訂版、エルゼビア・ジャパン、2006年。ISBN 4860342739

### 翻訳等
- Bruce Hugman・Jerry Labadie著、杉森裕樹・大神英一・山本美智子ほか監訳『最悪に備えよ――医薬品および他の医療関連危機を予測し回避または管理する』じほう、2013年。ISBN 9784840744553